# Richárd Bohus
Richárd Bohus (Békéscsaba, 9 april 1993) is een Hongaars zwemmer die is gespecialiseerd in de vrije slag en de rugslag.

## Biografie
In 2012 nam Bohus deel aan de Europese kampioenschappen zwemmen 2012. Hij won de bronzen medaille op de 50 meter rugslag, in een zelfde tijd als Dorian Gandin en Guy Barnea. In de finale van 100 meter rusgslag eindigde Bohus op de achtste plaats. Enkele maanden later nam Bohus een eerste keer deel aan de Olympische Spelen. Hij eindigde 22e op de 100m rugslag.
Op de Europese kampioenschappen zwemmen 2016 in Londen won Bohus de zilveren medaille op de 50 meter rugslag, achter Europees kampioen Camille Lacourt. Samen met Gabor Balog, Gabor Financsek en László Cseh  behaalde Bohus ook de bronzen medaille op de 4x100 meter wisselslag.

## Internationale toernooien
| Jaar | Olympische Spelen  | WK langebaan  | WK kortebaan       | EK langebaan | EK kortebaan                                        |
| ---- | ------------------ | ------------- | ------------------ | --- | --------------------------------------------------- |
| 2010 |                    |               | geen deelname      | 26e 50m rugslag 37e 100m rugslag                                                                                                 | geen deelname                                       |
| 2011 |                    | geen deelname |                    | | 45e 50m vrije slag 19e 50m rugslag 32e 100m rugslag |
| 2012 | 22e 100m rugslag   |               | geen deelname      | 38e 50m vrije slag · 50m rugslag · 8e 100m rugslag                                                                               | geen deelname                                       |
| 2013 |                    | geen deelname |                    | | geen deelname                                       |
| 2014 |                    |               | geen deelname      | geen deelname |                                                     |
| 2015 |                    | geen deelname |                    | | geen deelname                                       |
| 2016 | 5-21 augustus 2016 |               | 7-11 december 2016 | 16e 50m vrije slag · 12e 100m vrije slag · 50m rugslag · 5e 4x100m vrije slag · 4x100m wisselslag · 5e 4x100m vrije slag gemengd |                                                     |

## Persoonlijke records
Bijgewerkt tot en met 2 juni 2016
Kortebaan
| Afstand         | Tijd  | Datum            | Plaats         |
| --------------- | ----- | ---------------- | -------------- |
| 50m vrije slag  | 23,05 | 11 november 2011 | Szazhalombatta |
| 100m vrije slag | 50,57 | 12 november 2011 | Szazhalombatta |
| 50m rugslag     | 24,75 | 9 december 2011  | Szczecin       |
| 100m rugslag    | 54,02 | 10 december 2011 | Szczecin       |

Langebaan
| Afstand         | Tijd  | Datum       | Plaats   |
| --------------- | ----- | ----------- | -------- |
| 50m vrije slag  | 22,46 | 21 mei 2016 | Londen   |
| 100m vrije slag | 48,92 | 19 mei 2016 | Londen   |
| 50m rugslag     | 24,82 | 19 mei 2016 | Londen   |
| 100m rugslag    | 54,35 | 21 mei 2012 | Debrecen |